# Kung Fu Records
Kung Fu Records is een onafhankelijk platenlabel gevestigd in Seal Beach, Californië, Verenigde Staten. Het label werd in 1996 opgericht door bassist Joe Escalante en gitarist Warren Fitzgerald van de punkband The Vandals. Het label werd in eerste instantie opgericht om platen van de band Assorted Jelly Beans uit te geven, maar groeide al snel en contracteerde meerdere bands waaronder The Ataris en The Vandals zelf. Het label startte ook het sublabel Broken Sounds Records, wat zich meer richt op de hardcore punk.

## Compilatiealbums
Net als veel andere onafhankelijke (punk)labels brengt ook Kung Fu Records een serie met laaggeprijsde compilatiealbums uit om meer aandacht voor het label te krijgen. De eerste twee van deze albums kregen verschillende titels (namelijk No Stars, Just Talent en The "Gone with the Wind" of Punk Rock Samplers), maar het derde album werd getiteld Punk Rock is Your Friend. De albums die daarop werden uitgegeven kregen ook deze titel (Punk Rock is Your Friend: Sampler 4, enzovoort).
Naast de reguliere compilatiealbums, heeft het label ook livealbums uitgegeven in de The Show Must Go Off!-serie. The Show Must Go Off! is een reeks van bijna twintig livealbums van verschillende bands die van 2002 tot en met 2005 zijn uitgegeven.
| Jaar | Titel                                          |
| ---- | ---------------------------------------------- |
| 1999 | No Stars, Just Talent                          |
| 2000 | The "Gone with the Wind" of Punk Rock Samplers |
| 2002 | Punk Rock is Your Friend                       |
| 2003 | Punk Rock is Your Friend: Sampler 4            |
| 2004 | Punk Rock is Your Friend: Sampler 5            |
| 2005 | Punk Rock is Your Friend: Sampler 6            |